# Manchester United Football Club 1993-1994

## Rosa
| N. |                        | Ruolo | Calciatore        |
| -- | ---------------------- | ----- | ----------------- |
| 25 | Inghilterra (bandiera) | P     | Gary Walsh        |
| 1  | Danimarca (bandiera)   | P     | Peter Schmeichel  |
| 13 | Inghilterra (bandiera) | P     | Les Sealey        |
| 4  | Inghilterra (bandiera) | D     | Steve Bruce       |
| 3  | Irlanda (bandiera)     | D     | Denis Irwin       |
| 21 | Inghilterra (bandiera) | D     | Lee Andrew Martin |
| 27 | Inghilterra (bandiera) | D     | Gary Neville      |
| 6  | Inghilterra (bandiera) | D     | Gary Pallister    |
| 2  | Inghilterra (bandiera) | D     | Paul Parker       |
| 19 | Inghilterra (bandiera) | C     | Nicky Butt        |
| 18 | Scozia (bandiera)      | C     | Darren Ferguson   |
| 11 | Galles (bandiera)      | C     | Ryan Giggs        |

| N. |                        | Ruolo | Calciatore         |
| -- | ---------------------- | ----- | ------------------ |
| 8  | Inghilterra (bandiera) | C     | Paul Ince          |
| 14 | Russia (bandiera)      | C     | Andrej Kančel'skis |
| 16 | Irlanda (bandiera)     | C     | Roy Keane          |
| 23 | Inghilterra (bandiera) | C     | Mike Phelan        |
| 12 | Inghilterra (bandiera) | C     | Bryan Robson       |
| 5  | Inghilterra (bandiera) | C     | Lee Sharpe         |
| 7  | Francia (bandiera)     | A     | Éric Cantona       |
| 20 | Inghilterra (bandiera) | A     | Dion Dublin        |
| 10 | Galles (bandiera)      | A     | Mark Hughes        |
| 9  | Scozia (bandiera)      | A     | Brian McClair      |
| 17 | Scozia (bandiera)      | A     | Colin McKee        |

Allenatore:  Alex Ferguson

## Risultati

### Supercoppa inglese
| Arbitro: | Gerald Ashby |

|                                       |                      |                                                 |
| Hughes 8’                             | Marcatori            | 40’ Wright                                      |
| Ince Bruce Irwin Keane Cantona Robson | Tiri di rigore 5 – 4 | Winterburn Jensen Campbell Merson Wright Seaman |